# Libertas Termini 2002-2003
La stagione 2002-2003 della Libertas Termini è stata la terza e ultima disputata in Serie A1 femminile.
Sponsorizzata dalla De Gasperi, la società palermitana si è classificata al quattordicesimo e ultimo posto in A1 ed è retrocessa in Serie A2. Ha poi ceduto il titolo alla Pallacanestro Ribera.

## Verdetti stagionali
Competizioni nazionali
- Serie A1:

stagione regolare: 14º posto su 14 squadre (5-21).

## Rosa
| Giocatrici |
| ---------- |

| N° | Naz.                | Ruolo | Sportivo          | Anno | Alt. |  |
| -- | ------------------- | ----- | ----------------- | ---- | ---- |  |
|    | Italia (bandiera)   | P     | Giusy Augetto     | 1980 | 165  |  |
|    | Belgio (bandiera)   | G     | Kim De Vos        | 1979 | 178  |  |
|    | Italia (bandiera)   | G     | Felicia Di Bari   | 1980 | 170  |  |
|    | Italia (bandiera)   | C     | Stefania Maimone  | 1979 | 189  |  |
|    | Italia (bandiera)   | G     | Paola Mauriello   | 1981 | 184  |  |
|    | Italia (bandiera)   | AC    | Felicia Pentimone | 1969 | 184  |  |
|    | Italia (bandiera)   |       | Anna Rosso        |      |      |  |
|    | Lettonia (bandiera) | AC    | Diāna Skrastiņa   | 1972 | 187  |  |
|    | Italia (bandiera)   |       | Visconti          |      |      |  |
|    | Turchia (bandiera)  | C     | Nevriye Yılmaz    | 1980 | 195  |  |

| Staff tecnico                 |
| ----------------------------- |
| Allenatore: Francesco Scimeca |

| Giocatrici acquisite a stagione in corso |
| ---------------------------------------- |

| N° | Naz.                   | Ruolo | Sportivo                      | Anno | Alt. |  |
| -- | ---------------------- | ----- | ----------------------------- | ---- | ---- |  |
|    | Stati Uniti (bandiera) | C     | Jennifer Gillom (da gen. '03) | 1964 | 191  |  |

| Giocatrici cedute a stagione in corso |
| ------------------------------------- |

| N° | Naz.              | Ruolo | Sportivo                             | Anno | Alt. |  |
| -- | ----------------- | ----- | ------------------------------------ | ---- | ---- |  |
|    | Italia (bandiera) | P     | Valentina Petrassi (fino a dic. '02) | 1974 | 172  |  |

## Statistiche
| Giocatrice | Gare | Gare | Punti | Minuti | Falli | Falli | Tiri da due | Tiri da due | Tiri da due | Tiri da tre | Tiri da tre | Tiri da tre | Tiri liberi | Tiri liberi | Tiri liberi | Rimbalzi | Rimbalzi | Palle | Palle | Assist | Val. |
| Giocatrice | PR   | PG   | Punti | Minuti | C     | S     | R           | T           | %           | R           | T           | %           | R           | T           | %           | O        | D        | P     | R     | Assist | Val. |
| ---------- | ---- | ---- | ----- | ------ | ----- | ----- | ----------- | ----------- | ----------- | ----------- | ----------- | ----------- | ----------- | ----------- | ----------- | -------- | -------- | ----- | ----- | ------ | ---- |
| Mauriello  | 26   | 26   | 482   | 926    | 85    | 123   | 162         | 293         | 55,3        | 25          | 77          | 32,5        | 83          | 118         | 70,3        | 29       | 78       | 100   | 56    | 2      | 367  |
| Skrastinja | 26   | 23   | 374   | 815    | 70    | 105   | 109         | 225         | 48,4        | 21          | 48          | 43,8        | 93          | 115         | 80,9        | 21       | 70       | 68    | 37    | 2      | 306  |
| Yilmaz     | 16   | 13   | 232   | 488    | 50    | 85    | 82          | 152         | 53,9        | 2           | 6           | 33,3        | 62          | 84          | 73,8        | 33       | 87       | 43    | 25    | 5      | 278  |
| Gillom     | 9    | 9    | 175   | 344    | 30    | 27    | 66          | 112         | 58,9        | 5           | 14          | 35,7        | 28          | 38          | 73,7        | 18       | 57       | 39    | 12    | 3      | 158  |
| Pentimone  | 26   | 26   | 118   | 643    | 46    | 28    | 40          | 87          | 46,0        | 8           | 23          | 34,8        | 14          | 29          | 48,3        | 22       | 54       | 54    | 23    | 4      | 72   |
| Di bari    | 26   | 26   | 99    | 583    | 53    | 30    | 28          | 84          | 33,3        | 6           | 31          | 19,4        | 25          | 37          | 67,6        | 6        | 21       | 91    | 23    | 6      | -52  |
| Maimone    | 24   | 19   | 78    | 411    | 51    | 18    | 30          | 77          | 39,0        | 1           | 7           | 14,3        | 15          | 26          | 57,7        | 23       | 60       | 46    | 15    | 0      | 33   |
| Petrassi   | 8    | 8    | 64    | 266    | 19    | 10    | 12          | 30          | 40,0        | 12          | 28          | 42,9        | 4           | 9           | 44,4        | 2        | 8        | 27    | 23    | 10     | 32   |
| De Voskim  | 16   | 14   | 38    | 388    | 34    | 13    | 12          | 36          | 33,3        | 3           | 10          | 30,0        | 5           | 15          | 33,3        | 2        | 40       | 41    | 23    | 12     | 12   |
| Augetto    | 17   | 16   | 24    | 303    | 14    | 22    | 6           | 33          | 18,2        | 2           | 12          | 16,7        | 6           | 11          | 54,5        | 2        | 15       | 36    | 13    | 2      | -14  |
| Rosso      | 8    | 3    | 6     | 27     | 1     | 1     | 3           | 5           | 60,0        | 0           | 1           | 0,0         | 0           | 0           |             | 2        | 2        | 6     | 8     | 0      | 9    |
| Visconti   | 14   | 3    | 0     | 6      | 0     | 0     |             | 0           |             | 0           | 0           |             | 0           | 0           |             | 0        | 0        | 0     | 0     | 0      |      |